# Surimyia
Surimyia là một chi ruồi trong họ Syrphidae.